# Acraea ambigua
Acraea ambigua är en fjärilsart som beskrevs av Henry Trimen 1891. Acraea ambigua ingår i släktet Acraea och familjen praktfjärilar. Inga underarter finns listade i Catalogue of Life.